# Korponay Béla
Korponay Béla (Nábrád, 1928. január 17. – Debrecen, 2019. január 26.) magyar nyelvész, középiskolai és egyetemi tanár, tanszékvezető. A nyelvtudományok kandidátusa (1974), a nyelvtudományok doktora (1991).

## Életpályája
Szülővárosában járt elemi iskolába. Középiskoláját a Sárospataki Református Gimnáziumban végezte el. 1947–1952 között a Kossuth Lajos Tudományegyetem Bölcsészettudományi Kar angol-magyar szakos hallgatója volt. 1949-ben a nyugati nyelvek oktatását Debrecenben több évre felfüggesztették, ezért orosz-magyar szakon szerzett diplomát. 1951–1952 között orosz nyelvet tanított Salgótarjánban. 1952–1954 között a Kossuth Lajos Tudományegyetem Orosz Intézetében oktatott. 1954–1957 között a Kossuth Lajos Tudományegyetem Modern Nyelvek Tanszékén tanított. Félbemaradt angol szakos tanulmányait 1956-ban fejezte be. 1957–1963 között a Kossuth Lajos Tudományegyetem angol tanszékén nyelvtanár, 1963–1974 között adjunktus, 1974–1992 között docens volt. 1963-ban egyetemi doktori fokozatot szerzett. 1991–1995 között a Kossuth Lajos Tudományegyetem Angol Nyelvészeti Tanszékének alapítója, vezetője volt. 1991–1998 között a Studies in Linguistics szerkesztője volt. 1992–1996 között egyik alapítója volt a Miskolci Egyetem angol szakos képzésének és első vezetője az ottani Angol Nyelvészeti Tanszéknek. 1992–1997 között az Angol-Amerikai Intézetben egyetemi tanárként dolgozott. 1992–1998 között a Miskolci Egyetem angol nyelvészeti tanszékvezető egyetemi tanára volt. 1993–1998 között az angol nyelvészeti PhD-program vezetője volt. 1998-tól emeritus professzor volt. 2000–2002 között a Folia Linguistica szerkesztőségi tagja volt. 2009-ig nyelvészeti szemináriumokat vezetett. 2011–2019 között a Debreceni Területi Bizottság, a Nyelvtudományi Bizottság, valamint az I. Nyelv- és Irodalomtudományok Osztályának tagja volt. 2014–2019 között a Nyelvtudományi Munkabizottság tagja volt.
Kutatási területe az angol leíró nyelvészet, az esetgrammatika, a szemantika és az egybevető nyelvészet volt.
Temetése a Debreceni köztemetőben történt.

## Művei
- Modern English Structure (1967)
- A magyar gyakorító ige angol megfelelői (1971)
- Angol igék és igei szerkezetek egybevetése a magyar képzett igék rendszerével (1974)
- Middle and causative structures in English and Hungarian (1980)
- Postpositions (1986)
- Outlines of a Hungarian-English Vase Grammer (1986)
- A Semantico-Syntax of the English Language (1992)
- English Semantic Structures (1996)
- A Hungarian-English Case Grammar (2000)

## Díjai
- Országh László-díj (2002)[3]